# Echinocereus davisii
Echinocereus davisii är en kaktusväxtart som beskrevs av Houghton. Echinocereus davisii ingår i släktet Echinocereus och familjen kaktusväxter. Inga underarter finns listade i Catalogue of Life.